# Ronald van der Kemp
Ronald van der Kemp (Wijchen, 24 september 1964) is een Nederlands modeontwerper. Hij ontwerpt sinds 2014 voor zijn eigen label.

## Biografie
Na zijn afstuderen aan de Gerrit Rietveld Academie in Amsterdam in 1989 vertrok Van der Kemp naar New York om daar onder andere aan de slag te gaan als ontwerper voor de Amerikaan Bill Blass en daarna als design director van het warenhuis Barneys. Van der Kemp verruilde vervolgens, in 1998, New York voor Parijs, waar hij voor één seizoen Alber Elbaz opvolgde als creatief directeur bij het Franse modehuis Guy Laroche.
In 2003 vroeg de Amerikaans modeontwerper Michael Kors aan Van der Kemp of hij als zijn rechterhand aan de slag wilde gaan bij modehuis Céline in Parijs. Van der Kemp had tot dat moment een eigen label genaamd 'Ronald van der Kemp Boutique', dat werd verkocht bij winkels als Barneys in New York en Browns in Londen. Na Céline werkte hij voor Escada en zeven jaar voor het Oostenrijkse pantymerk Wolford, om ten slotte in 2014 in Amsterdam zijn eigen label RVDK te beginnen.
In 2017 werd Van der Kemp onderscheiden met het Prins Bernhard Cultuurfonds Mode Stipendium, een van de belangrijkste Nederlandse modeprijzen.

## Onderscheidingen
- 2019: Grand Seigneur
- 2017: Harper's Bazaar Nederland - WOW! Man of the Year Award
- 2017: Prins Bernhard Cultuurfonds Mode Stipendium